# Casa Canals (Vilafranca del Penedès)
La Casa Canals és un edifici del municipi de Vilafranca del Penedès (Alt Penedès) que forma part de l'Inventari del Patrimoni Arquitectònic de Catalunya. És un edifici entre mitgeres de planta baixa, entresòl i dos pisos. Presenta dos volums diferenciats. Coberta de teula àrab a dues aigües i terrat. Té pati posterior amb entrada lateral. Edifici de llenguatge eclèctic amb reminiscències modernistes.

## Història
L'edifici està situat en una zona d'eixample iniciat a finals del segle xix i que es fa extensiu fins als nostres dies. L'obra fou encarregada per Àngela Canals, vídua de Jaume Esteve, a l'arquitecte Antoni Pons i Domínguez. Es conserva a l'arxiu de l'Ajuntament de Vilafranca del Penedès el projecte de reforma de la façana presentat el 25 de maig de 1920. El 23 de juny del mateix any es va aprovar l'obra.